# Bolsjoj Ljachovskijön

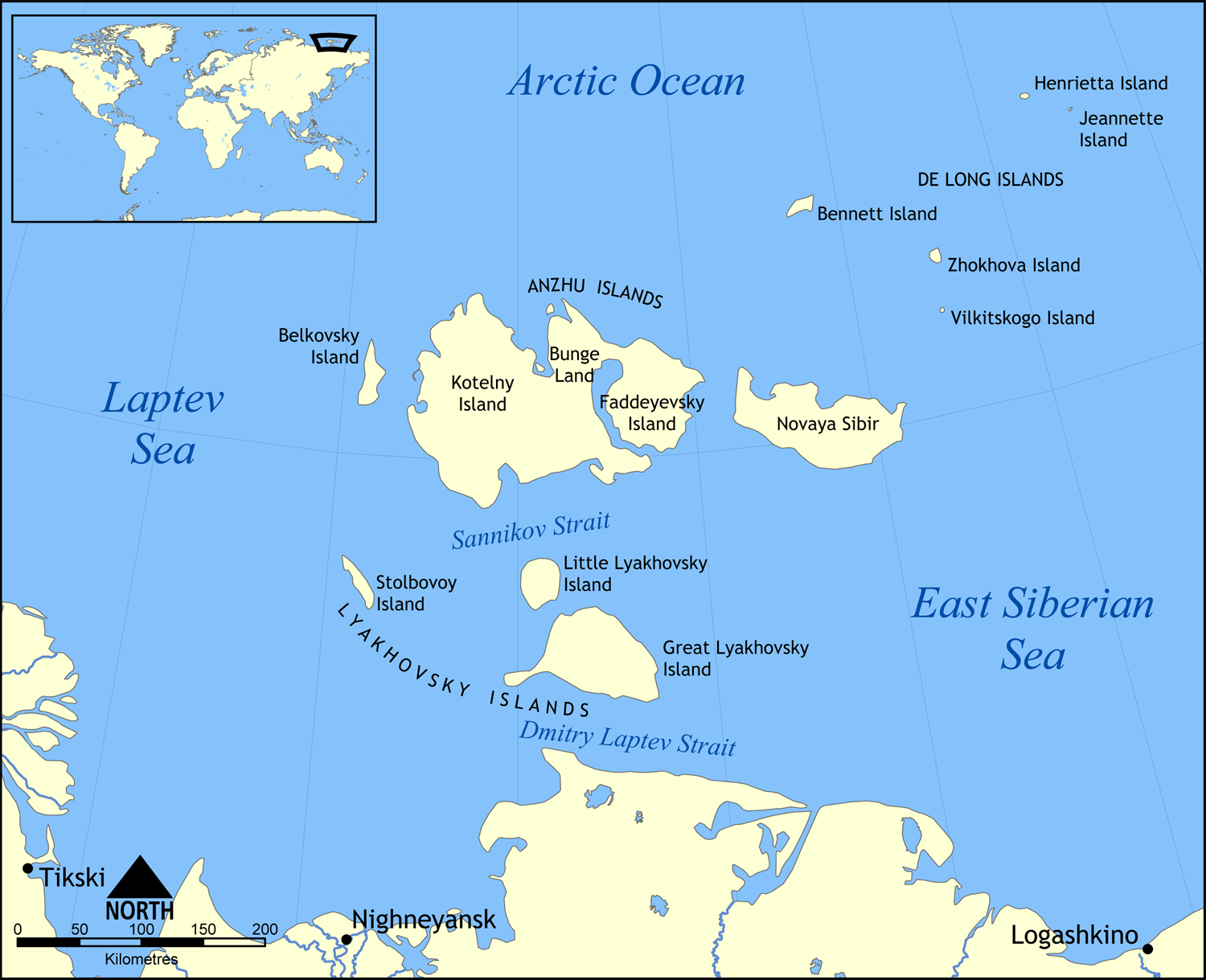
Områdeskarta

Bolsjoj Ljachovskijön (ryska: Большой Ляховский остров, Bolsjoj Ljachovskij Ostrov, "Stora Ljachovskijön") är huvudön i ögruppen Ljachovskijöarna i Norra ishavet och tillhör Ryssland.

## Geografi
Bolsjoj Ljachovskijön ligger ca 4 400 km nordöst om Moskva utanför Sibiriens nordöstra kust mellan Laptevhavet i väst och Östsibiriska havet i öst som den sydligaste ön i ögruppen.
Det obebodda ön har en areal om cirka 4 600 km². Den högsta höjden är berget Emy Taz på cirka 311 m ö.h.
Öns vegetation består av låga växter då den ligger inom tundran. Det cirka 40 km breda Proliv Dimitrija Lapteva (Dimitrij Laptevsundet) skiljer ön från fastlandet.
Förvaltningsmässigt ingår området i den ryska delrepubliken Sacha.

## Historia
1712 besöktes Bolsjoj Ljachovskijön av en grupp kosacker under ledning av Jakov Permjakov och Merkurij Vagin.
1773 utforskades ön av ryske pälshandlaren Ivan Ljachov som då namngav den efter sig själv.
Åren 1885 till 1886 och 1893 samt 1900-1902 genomförde balttyske upptäcktsresande Eduard Toll och Alexander Bunge i rysk tjänst en forskningsresa till området.